# Love and Other Acts of Courage
Love and Other Acts of Courage (Amor y otros actos de valentía en Latinoamérica, El amor y otros actos de valor en España) es el quinto episodio de la segunda temporada de la serie de drama y ciencia ficción de TNT, Falling Skies, fue escrito por Joe Weisberg y dirigido por John Dahl y salió al aire el 8 de julio de 2012 en E.U.
Margaret se abre y cuenta sobre su pasado, un rostro conocido de la 2nd Mass regresa y un segundo Skitter es capturado y llevado de vuelta al campamento como prisionero.

## Argumento
Una gran explosión, lleva a los miembros de la 2nd Mass a investigar lo ocurrido, al llegar al lugar, Tom y Los Berserkers descubren que Mechs y Skitters fueron víctimas de la explosión. Buscando humanos en la escena, Hal descubre que debajo de un Skitter unas púas están brillando, rápidamente llama a los demás pues cree que se trata de Ben, su hermano; sin embargo, al retirar el Skitter descubren que se trata de Rick.
Tras estabilizarlo, Weaver pide a Anne le reporte cuando Rick reaccione. Anne le dice que a Weaver que Rick no es responsable de haber revelado la ubicación de la 2nd Mass a Megan tiempo atrás, y que los verdaderos responsables son los Skitters, Weaver le dice que entiende su punto, pero aun así le pide le avise cuando Rick reaccione. Al querer abandonar la herida de Weaver le provoca dolor y Anne lo revisa, notando que los antibióticos que le suministró no están dando resultado.
Hal y Margaret regresan de buscar a Ben, sin tener éxito; Hal le confiesa a Tom que el día que estuvieron en la fábrica de arneses, vio las púas de Ben brillar cuando interactuó con un arnés; Tom se molesta con él por no habérselo contado antes. Matt llega a decirle a su padre que Rick despertó y que Weaver quiere verlo en el autobús médico, al llegar al autobús, Rick le pregunta a Tom si Ben está con él; Tom le responde que no y Rick le dice que tiene que encontrarlo porque, además de estar en peligro como el resto de ellos, Ben está gravemente herido, ya que se encontraba con él en el momento de la explosión.
Rick los conduce al lugar de la explosión, ahí, sus púas comienzan a brillar y les dice "él está cerca", Tom pregunta si se trata de Ben, Rick le responde "sí, él también está aquí". Siguen un rastro de sangre que los lleva a un edificio abandonado, ahí se encuentran con Ben, quien está protegiendo al Skitter del Ojo Rojo, Tom le dice a Ben que ese Skitter trató de matarlo; Rick, hablando por el Skitter le dice a Tom que él lo salvó de la muerte y que sabe que es cierto, y que ahora es necesario que hablen. Le revela a Tom que él también está luchando contra los Jefes y después se desmaya. Tom le dice a Weaver que deben tomarlo prisionero, ya que él estuvo presente durante su interrogatorio y debe saber mucho. Weaver acepta. Al llevarlo a la 2nd Mass, Ben le pide a Anne que ayude al Skitter, pero ella se niega hacerlo hasta que Tom se lo pide.
Ben le cuenta a Tom que el Skitter del Ojo Rojo es el líder de una rebelión de Skitters que han podido revertir los efectos de los arneses y que buscan derrotar a los Jefes Supremos desde hace 100 años, sin poder tener éxito, hasta ahora que ven en la resistencia humana una oportunidad de una lucha compartida.
Durante una patrulla para conseguir medicinas para la resistencia, Hal y Margaret se ocultan en un viejo Civic, tras un rodín Mech, ahí, Hal le cuenta a Margaret que su primer auto fue un Civic y que le encantaba ya que ahí podía tener un poco de privacidad con su novia, Rita; Margaret deduce que ella era una mujer mayor que él, Hal solo le dice que no era una anciana y que era bailarina de jazz y que la primera vez que la vio bailando se enamoró de ella.
De vuelta en el campamento, el Skitter del Ojo Rojo pide hablar con Tom a solas. Tom quiere saber porqué Ben es tan importante para él. El Skitter del Ojo Rojo le dice que hay un escuadrón de la muerte en camino para matarlo a él y a todo el mundo en el campamento.
Hal y Tector van a otro hospital y encuentran una farmacia completamente equipada. Hal va a buscar a Maggie, quien no está ansiosa por volver a entrar en un hospital después de su batalla contra el cáncer. Ella le dice a Hal que tenía tumores cerebrales, y que le hicieron tres operaciones y le cuenta sobre su pérdida de la voluntad por vivir y cuando volvió a recuperarla. Se besan, pero ella se asusta y sale corriendo.
Regresando a la charla entre Tom y el Skitter del Ojo Rojo, el alien le cuenta al humano que unos 20 Skitters revolucionarios murieron por la mañana durante la explosión, pero Tom no cree que una rebelión Skitter se esté gestando. El Skitter cautivo le cuenta que los Jefes Supremos invadieron su planeta y convirtieron a sus habitantes en esclavos, usando los arneses, que ellos trataron de luchar pero los invasores eran demasiado poderosos, y que ahora que ha visto luchar a los humanos, juntos podrían derrocar a sus opresores. Tom todavía no le cree pero el Skitter está dispuesto al debate, luego dice que el punto principal es que las armas de los humanos son deficientes y no entienden las tácticas de los extranjeros. "Así que usted puede unirse a nosotros y sobrevivir o luchar solo y morir", le dice.
Después de la siesta de un par de horas, Hal intenta hablar con Maggie, pero ella le dice que no puede pasar nada entre ellos. Están corriendo de nuevo en las motocicletas cuando se empiezan a recibir disparos desde el cielo. Tom lo oye y Skitter del Ojo Rojo le dice que es el escuadrón de la muerte en camino. Maggie es golpeada y Hal acelera al otro lado para buscarla, teniendo fuego. Él le alcanza y la pone a salvo.
De regreso al campamento, Weaver cree que el ataque significa que el Skitter del Ojo Rojo los llevó directamente al campamento. Tom trata de hablar con él, pero él y los demás no quieren oírlo. Weaver ordena a Tom retirarse, pero Tom se niega. El Skitter del Ojo Rojo se sale de su jaula y corretea por el techo. Alguien dispara contra él con una escopeta y Rick se pone en el frente para protegerlo. Él recibe el disparo y el Skitter del Ojo Rojo logra escapar.
Hal lleva a Maggie con Anne. Weaver, les dice que van a moverse. La 2nd Mass empaca y se mueve y se instalan en el hospital. Lourdes le dice a Hal que no había fragmentos de bala en Maggie y ella debería estar bien. Hal va a hablar con Maggie, diciéndole que la necesita. Maggie le pide que se quede con ella hasta que se duerma. Ella toma su mano.
Anne le da a Weaver un sedante. Tom trata de hablar con él. Weaver está enojado con Tom por haber desobedecido una orden directa. Tom se disculpa. Weaver está preocupado por Ben - no por su bienestar, sino por el riesgo que representa para la 2nd Mass- Weaver le advierte que algunas veces hay que tomar decisiones difíciles y pregunta a Tom si será capaz de manejar la situación. Tom no está seguro. Mientras el sedante hace efecto, Weaver confiesa a Tom que él no le agradaba mucho cuando lo conoció, pero que lo respeta ahora.
En el pasillo, Tom se alegra de que el hospital les dará a todos la oportunidad de recuperasse en su camino a Charleston. Tom piensa que Ben es un adolescente típico, con ganas de cambiar el mundo. Tom lleva a Anne del brazo y menciona el número de habitaciones vacías en el lugar. Se encuentran una.
Arriba en el techo, Ben se sienta solo y mira las estrellas. Matt lo encuentra. Ben le dice que tiene un secreto: tiene que irse por un tiempo.

## Elenco
| - Noah Wyle como Tom Mason. - Moon Bloodgood como Anne Glass. - Drew Roy como Hal Mason. - Connor Jessup como Ben Mason. - Maxim Knight como Matt Mason. - Seychelle Gabriel como Lourdes Delgado. - Peter Shinkoda como Dai. - Sarah Sanguin Carter como Maggie. - Mpho Koahu como Anthony (crédito solamente). - Colin Cunningham como John Pope (crédito solamente). - Will Patton como Capitán Weaver. | - Daniyah Ysrayl como Rick Thompson. - Luciana Carro como "Crazy" Lee. - Ryan Robbins como Tector. - Brad Kelly como Lyle. - Billy Wickman como Boon. |

## Recepción del público
En Estados Unidos, Love and Other Acts of Courage fue visto por 3.64, millones de espectadores, de acuerdo con Nielsen Media Research, que representa una ligera subida respecto al episodio anterior, pero se mantiene como el tercer episodio con menor audiencia a lo largo de la serie.